# Johann Gottfried Riedel

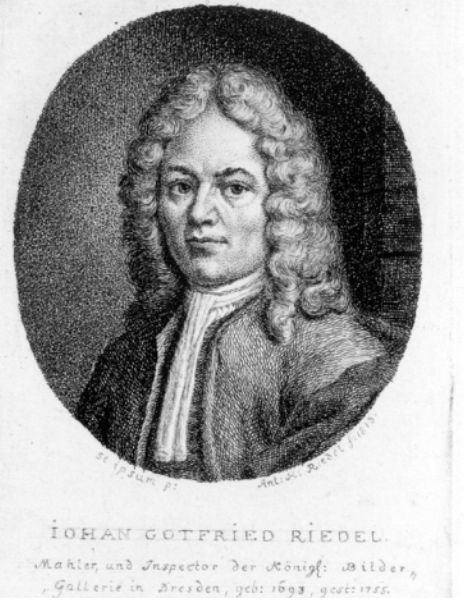
Johan Gotfried Riedel trug den Titel Mahler und Inspector der Königl: Bilder=Gallerie in Dresden; 1813 A. H. Riedel, Kupferstichkabinett Dresden

Johann Gottfried Riedel, auch Riedl, Rüdl (getauft 12. Februar 1690 als Johann Gottfriedt Riedl in Falkenau an der Eger, Böhmen; gestorben 12. Dezember 1755 in Dresden) war ein deutscher Maler, Restaurator, Galerieinspektor; seit 1742 Hofmaler in Dresden und Aufseher der Gemäldegalerie.

## Leben
Johann Gottfried Riedel wurde als Sohn des Bürgers und Fleischhauermeisters Andreas Riedel (1654–1719) und seiner Ehefrau Elisabeth geb. Fritsch (1654–1729) in Falkenau geboren.
Er erlernte das Zeichnen und Restaurieren von Bildern während einer fünfjährigen Ausbildung beim Maler Jakob Männl in Wien, der dort an der Gemäldegalerie tätig war. Von Männl bekam er auch das geheime Rezept einer Mixtur, mit der er die Gemälde imprägnierte.
Nach seiner Lehrzeit in Wien setzte Riedel seine Ausbildung zum Maler in Neapel in der Werkstatt des damals schon berühmten Künstlers Francesco Solimena fort.
1725 war er Maler der Grafen Nostitz-Rieneck in Falkenau und in Prag. 1735 und 1737 restaurierte er einen großen Teil der Sammlung des Grafen Franz Joseph Georg von Waldstein in Dux.
Ab 1739 wurde er als Hofmaler des Kurfürsten Friedrich August II. nach Dresden berufen (jährliche Besoldung: 500 Reichstaler).
Am 5. Mai 1742 erfolgte seine Bestallung zum Inspektor der königlichen Bildergalerie (jährliche Besoldung: 900 Reichstaler) neben dem Geheimen Kämmerer Johann Adam Steinhäuser.
Als Oberaufseher der kurfürstlich-königlichen Gemäldesammlung erwarb er diverse Bilder, zum Beispiel 1751 auf der Leipziger Messe den Raub des Ganymed von Rembrandt (1635).
Riedel erstellte beim Ankauf von Bildern aus dem Ausland Gutachten und ist Verfasser des ersten gedruckten Kataloges der Gemäldegalerie.
Als Galerieinspektor sorgte für die konservatorische Instandhaltung der Sammlungsbestände der königlichen Gemäldegalerie. Nach seinem Tod 1755 wurde sein Sohn Johann Anton Riedel (1736–1816) sein Nachfolger als Galerieinspektor.
Johann Gottfried Riedel heiratete am 25. September 1725 in Falkenau Maria Theresia Sacher aus Karlsbad.
Neben dem Sohn Johann Anton gab es auch die Tochter Maria Theresia Riedel (* um 1730 in Prag; † 1792 in Dresden). Sie wurde von ihrem Vater in der Kunst des Malens ausgebildet und kopierte mit feiner Geschicklichkeit die Werke großer Maler.